# Rudolf-Gutachten
Das Rudolf-Gutachten ist eine Schrift des deutschen Rechtsextremisten Germar Rudolf unter dem Titel Gutachten über die Bildung und Nachweisbarkeit von Cyanidverbindungen in den „Gaskammern“ von Auschwitz, die der Holocaustleugnung einen wissenschaftlichen Anstrich geben sollte. Er verfasste es 1992 im Auftrag des Düsseldorfer Anwalts und ehemaligen Kampffliegers im Zweiten Weltkrieg Hajo Herrmann zunächst als Gerichtsgutachten zur Verteidigung des wegen Volksverhetzung verurteilten Otto Ernst Remer und gab es 2001 als Buch heraus. Unterstützt wurde er bei diesem Gutachten von dem Chemiker Dieter Bartling (geboren 1928).
Der diplomierte Chemiker Rudolf versuchte darin, die These des sogenannten Leuchter-Reports von 1988 zu untermauern, wonach die Gaskammern des nationalsozialistischen Vernichtungslagers KZ Auschwitz-Birkenau lediglich Attrappen gewesen seien und Zyklon B dort allenfalls zur Entlausung von Kleidung gegen Fleckfieber verwendet worden sei. Dazu maß und verglich Rudolf anhand angeblich selbst entnommener Proben aus den Wänden ehemaliger Entlausungs- und Gaskammern die darin vorgefundenen Blausäure-Rückstände.
Methodik und Schlussfolgerungen aus Rudolfs chemischen Analysen wurden durch verschiedene Experten, namentlich durch den US-amerikanischen Chemiker und Gerichtsgutachter Richard Green im Auftrag des Holocaust History Project, detailliert widerlegt. Sie beurteilen die Schrift im Ergebnis als pseudowissenschaftlich, da sie vielfach erwiesene Tatsachen der Massenvergasung von Menschen ignoriert.
Im März 2007 wurde Rudolf wegen der Veröffentlichung dieser Schrift als Holocaustleugner zu zweieinhalb Jahren Haft verurteilt. Die Schrift wird dennoch im Internet weiterhin vertrieben und häufig von Geschichtsrevisionisten für antisemitische Propaganda herangezogen.

## Veröffentlichung
- Rüdiger Kammerer, Armin Solms (Hrsg.): Das Rudolf-Gutachten. Gutachten über die Bildung und Nachweisbarkeit von Cyanidverbindungen in den „Gaskammern“ von Auschwitz. Cromwell Press, London 1993, ISBN 1-898419-00-0.

Diese knapp 120 Seiten umfassende großformatige Broschüre erschien, wie auch eine Kurzfassung unter dem Titel Wissenschaftlicher Erdrutsch durch das Rudolf-Gutachten, in einem englischen Verlag, der dem Kreis um Remer zuzuordnen war. Rudolf trat aus juristischen Gründen nicht als verantwortlicher Autor in Erscheinung, stattdessen wurden zwei Herausgeber benannt. Gemäß Handbuch des Antisemitismus existierte der als Herausgeber genannte Armin Solms offenbar nicht; der zweite Herausgeber, Rüdiger Kammerer, stellt das Pseudonym eines Vertrauten von Rudolf dar.

## Einzelbelege
1. ↑  Chemistry is not the Science. Richard Green zum Rudolf-Gutachten (Memento vom 4. Juni 2008 im Internet Archive) (englisch)
2. ↑  Zweieinhalb Jahre Haft für Holocaust-Leugner Rudolf (Memento vom 11. Mai 2008 im Internet Archive) bei redok, 15. März 2007
3. ↑  Das Rudolf-Gutachten (Germar Rudolf, 1991). In: Wolfgang Benz (Hrsg.): Handbuch des Antisemitismus: Publikationen. Band 6. Walter de Gruyter, Berlin/Boston 2013, ISBN 978-3-11-025872-1, S. 607–609, hier S. 608.